# Emissor de faísca

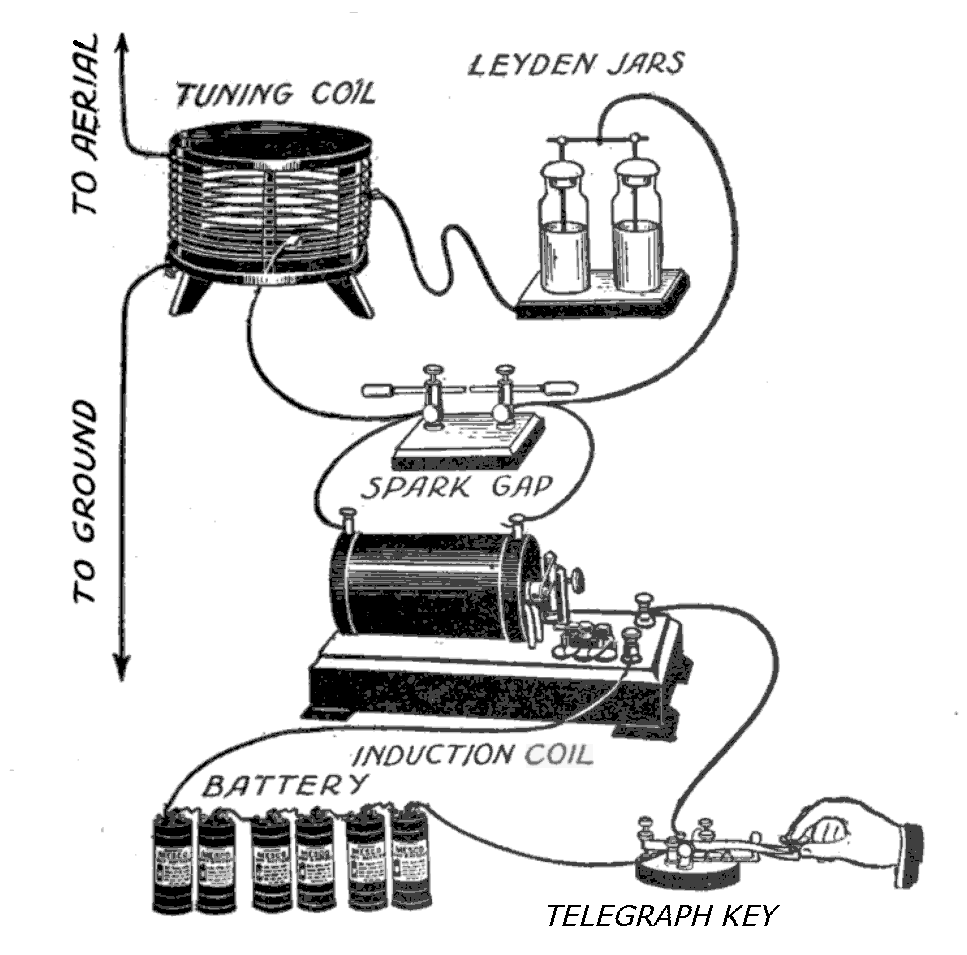
Diagrama de um transmissor de faísca simples mostrando exemplos dos componentes electrónicos utilizados. A gravura foi extraída de um livro juvenil editado em 1917 e mostra um esquema típico dos transmissores de baixa potência de construção doméstica que ao tempo eram utilizados por milhares de amadores para explorar a excitante nova tecnologia da rádio

Emissor de faísca (ou transmissor de faísca) foi um dispositivo eléctrico utilizado nos primeiros tempos de desenvolvimento da radiotelegrafia para produzir ondas electromagnéticas de radiofrequência a partir de uma faísca gerada por uma descarga elétrica de alta voltagem. Estes dispositivos serviram como transmissores para a maioria dos sistemas radiotelegráficos durante as três primeiras décadas de desenvolvimento da rádio (1887-1916), mantendo-se em uso até à década de 1930.